# Deltebre I

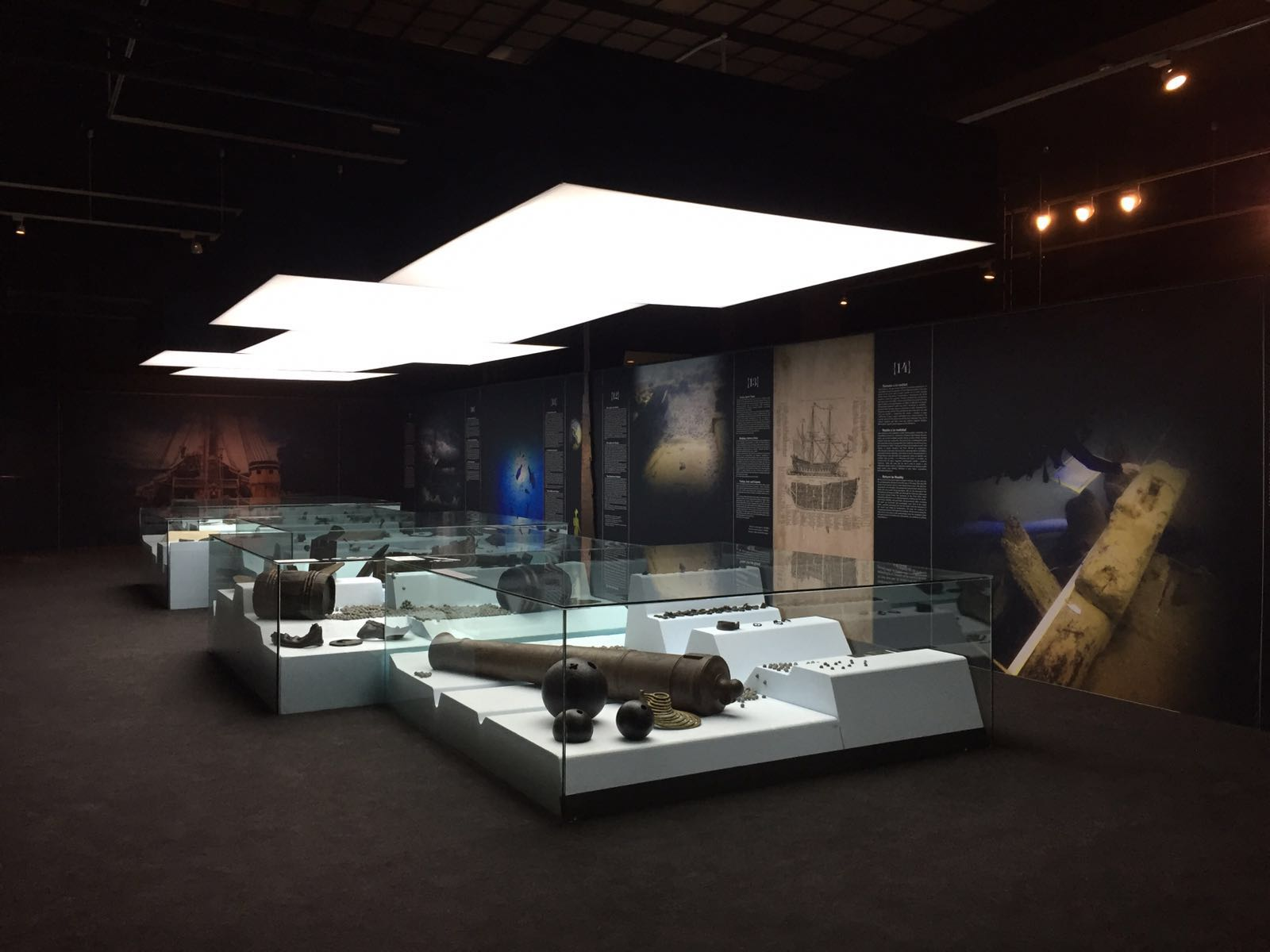
Exposición sobre el Deltebre I

Deltebre I es un yacimiento arqueológico correspondiente al pecio de un barco de transporte militar de una flota inglesa que, junto con algunos otros barcos del mismo convoy, se hundió en el Delta del Ebro, en el marco del conflicto bélico de la Guerra del Francés, el verano de 1813.
Este barco formaba parte del convoy militar que actuó en el asedio de Tarragona. La presa y la defensa de la ciudad de Tarragona eran el objetivo de la expedición marítima, organizada por el lugarteniente general, John Murray y dirigida por el contraalmirante Hallowell. Se pretendía dividir la península en dos partes y parar el suministro francés, para romper las líneas de defensa francesas y obligar al mariscal Suchet a retirarse de la línea del Júcar y Valencia. Esta operación constituía una pieza clave en el movimiento estratégico de la guerra al este peninsular, que tenía que acompañar una grande ofensiva aliada dirigida por el comandante general Lord Wellington.
La flota militar estaba formada por varios barcos HMS (His/Her Majesty's Ship) de la armada inglesa y otras que transportaban material bélico y de avituallament. El ataque fue un fracaso y, durante la retirada, una serie de vajillas de transporte quedaron embarrancados por un temporal a las gargantas del Ebro. Las fuentes hablan de un total de dieciocho embarcaciones que encallaron, trece de las cuales fueron recuperadas. Por lo tanto, quedaron cinco barcos perdidos al Ebro con su carga militar. Uno de estos es el Deltebre I.
Dos siglos después, el 2008, un pescador local, el Sr. Carles Somolinos, comunicó al Departamento de Cultura de la Generalidad de Cataluña el hallazgo de este barco. El Centro de Arqueología Subacuática de Cataluña ha sido el encargado de su excavación y estudio.